# 持続性エリスロポエチン受容体活性化剤
持続性エリスロポエチン受容体活性化剤（じぞくせいエリスロポエチンじゅようたいかっせいかざい）とは、エフ・ホフマン・ラ・ロシュ社が開発した貧血治験薬のこと。英語では、Continuous Erythropoietin Receptor Activatorと表記されることから、その頭文字を取って、一般的にCERAという略称が用いられている。

## 効用
体内で利用可能な酸素の減少が感知されると、エリスロポエチン(EPO)が産生される。これにより、酸素を運ぶ赤血球の骨髄での産生を刺激し、赤血球数が増える。ところが、例えば腎臓病患者のように、この自然のメカニズムが妨げられた場合、持続的に骨髄内の受容体を刺激し、赤血球を産生させることが必要となる。そこで、持続的に赤血球産生の刺激に関与する受容体部位を活性化させるための治験薬として開発されたのがCERAである
一般的に貧血治療薬としては、エポエチン等が使用されている。エポエチンの場合、一定のヘマトクリット値を維持するために、通常、1回1500単位あるいは3000単位のエポエチンαあるいはエポエチンβを週に2～3回静脈注射しなければならない が、CERAの場合は通常3～4週間に1回という長い投与間隔で使用することが可能。また、赤血球産生の刺激に関与する受容体部位の活性が、エポエチンで観察されてきたものと異なっており、こうした独特の分子間相互作用が、安定的かつ持続的な貧血のコントロールに必須の役割を果たすと考えられている。
欧州委員会が2007年8月に承認したため、ヨーロッパ地域では2008年より利用が可能となった。

## スポーツにおける不正使用例

### 自転車競技
CERAがヨーロッパで使用が認可された2008年に開催されたツール・ド・フランスでは、CERA使用によるドーピング違反選手が続出した。2009年7月現在で判明したところによると、同レースにおいて、リカルド・リッコ、シュテファン・シューマッハー、ベルンハルト・コール、レオナルド・ピエポリといった今レースで結果を残した選手たちを含む6名から陽性反応が示された（詳細はツール・ド・フランス2008を参照）。
また、同年開催のジロ・デ・イタリアにおいても、後日、エマヌエーレ・セッラに同様の陽性反応が確認された。加えて同年開催の北京オリンピックでは、前出のシューマッハーと、当時シューマッハーと同じゲロルシュタイナーに所属していたダヴィデ・レベッリンの2人に、Aサンプル段階で陽性反応が確認されている。
2009年開催のジロ・デ・イタリアでは、後日、ダニーロ・ディルーカに同様の陽性反応が確認された。また同年7月には、イニィーゴ・ランダルセとリカルド・セラノの2人にも同様の陽性反応が出ている。